# Poey-de-Lescar
Poey-de-Lescar (okzitanisch: Puei de Lescar) ist eine französische Gemeinde des Départements Pyrénées-Atlantiques mit 2.025 Einwohnern (Stand: 1. Januar 2022) in der Region Nouvelle-Aquitaine. Administrativ ist sie dem Kanton Lescar, Gave et Terres du Pont-Long (bis 2015: Kanton Lescar) und dem Arrondissement Pau zugeteilt. Die Einwohner werden Poeyens genannt.

## Geografie
Poey-de-Lescar liegt am Fuß der Pyrenäen zehn Kilometer nordwestlich von Pau im Weinbaugebiet Béarn am Fluss Ousse des Bois, einem Nebenfluss des Gave de Pau. Umgeben wird Poey-de-Lescar von den Nachbargemeinden Beyrie-en-Béarn und Bougarber im Norden, Uzein im Nordosten, Lescar im Osten und Südosten, Artiguelouve im Süden, Siros im Südwesten sowie Aussevielle im Westen und Nordwesten.
Durch die Gemeinde führen die Autoroute A64 und die Autoroute A65.

## Bevölkerungsentwicklung
| Jahr                      | 1936 | 1946 | 1954 | 1962 | 1968 | 1975 | 1982 | 1990 | 1999 | 2006 | 2013 |
| ------------------------- | ---- | ---- | ---- | ---- | ---- | ---- | ---- | ---- | ---- | ---- | ---- |
| Einwohner                 | 304  | 295  | 331  | 357  | 365  | 646  | 1042 | 1310 | 1288 | 1618 | 1578 |
| Quelle: Cassini und INSEE |      |      |      |      |      |      |      |      |      |      |      |

## Sehenswürdigkeiten
- Kirche Saint-Jean-Baptiste aus dem 19. Jahrhundert
- Schloss von 1769
- Mühle und Waschhaus